# Манфред Ајхер
Манфред Ајхер (Линдау, 9. јул 1943) је немачки музички продуцент, музичар и ко-оснивач музичке продукцијске куће ECM Records.

## Каријера

### Рана музичка каријера
Манфред Ајхер је у детињству и младости свирао најпре виолину а потом контрабас, образујући се у репертоару класичне музике. Студирао је на Музичкој академији у Берлину, а каријеру музичара почео је као контрабасиста у Берлинској филхармонији. Такође је свирао и у фри џез трију Џоа Вијера као и повремено са Бобом Дегеном, Марионом Брауном и Леом Смитом. Током 1969. кратко је радио као асистент сниматеља у Deutsche Grammophon. Исте године са Манфредом Шефнером и Карлом Егером оснива независну музичку и продуцентску кућу под именом Edition of Contemporary Music са седиштем у Минхену, која ће временом прерасти у светски познату и веома утицајну музичку кућу под скраћеним називом ECM. Шефнер и Егер ће убрзо препустити Манфреду Ајхеру самостално вођење кућом па се данас приликом осврта на њен историјат као оснивач углавном наводи само Манфред Ајхер.

### Продуцентска каријера
Манфед Ајхер је током досадашњих четрдесет година своје продуцентске каријере приредио материјале најугледнијих и најутицајнијих музичара дашњице као што су Кит Џарет, Јан Гарбарек, Џек Деџонет, Пет Метини, Дејв Холанд, Ануар Браем, Ралф Танер, Чарли Хејдн, Егберто Жисмонти, Чарлс Лојд, Гари Бартон, Чик Корија из репертоара џез и world музике. Такође и Арва Перта, Стива Рајха, Гије Канчелија, Валентина Силвестрова као представника савремене (махом пост-совјетске) и минималистичке музике. Манфред Ајхер је продуцирао и извођења старијих композитора, од Перотина преко Баха до немачких романтичара. Светски познат мушки вокални квартет Хилијард ансамбл (The Hilliard Ensemble), специјализован за средњевековну и ренесансну музику, највећи број својих извођења снимио је за ECM у Ајхеровој продукцији.
Са неким од музичара са којима је остварио професионалну сарадњу везује га лично пријатељство, као са Китом Џаретом чији је чувени Келнски концерт (Тhe Köln Concert), објављен 1975. године за ECM Records, значио прекретницу у каријерама како Џарета тако и Манфреда Ајхера. Келнски концерт данас се третира не само као најпродаванији, већ и најутицајнији џез соло концерт икада. Пријатељство везује и совјетског и естонског композитора Арва Перта и Манфреда Ајхера, који је 1984. године покренуо нову едицију у оквиру ECM Records под именом ECM New series, објавивши као први наслов у оквиру едиције Пертову композицију Tabula rasa, што је истовремено био и први регуларно објављени снимак овог композитора уопште. Едиција ECM New series посвећена је савременој музици као и класичној музици ранијих епоха.

## Филм и фотографија
Ајхер је коауторски са Хајнцом Битлером 1990. режирао филм Холоцен, (Holozän) према новели Човек у холоцену Макса Фриша. Филм је добио специјалну награду жирија на филмском фестивалу у Луцерну. Ајхер је често у својим интервјуима као и у ауторским текстовима наглашавао да је визуелна уметност за њега неодвојива од музичке уметности. Као своје узоре посебно наводи Бергмана, Антоњонија и Жан-Лик Годара (за којег га веже и лично пријатељство). Из сарадње Ајхера са Жан-Лик Годаром проистекао је и опсежан пројекат објављивања звучних записа Годарових видео пројеката Историја(е) филма (Histoire(s) du Cinema) и Нови талас (Nouvelle vague).
Манфред Ајхер је значајно утицао и на визуелни идентитет издања ECM, којим доминира уметничка и landscape фотографија.

## Утицај
Велики број снимака и наслова објављених у оквиру ECM издавачке куће која је продуцирао Манфред Ајхер освојили су награде у различитим категоријама, или су номиновани од стране стручних часописа посвећених џез и класичној музици, као и од стране стручних удружења и асоцијација. Ајхерова продукцијска решења реализована су у сарадњи са тонским сниматељем и музичарем Јаном Ериком Конгсхаусом. Највећи број снимака у продукцији Манфреда Ајхера сачињен је у Конгсхаусовом музичком студију у Ослу (Rainbow Studio). Музичка и сниматељско-продуцентска естетика Манфреда Ајхера предмет је бројних текстова и осврта у свету музике и музичке продукције и представљају узор. Снимци начињени и објављени у издавачкој кући ECM, с продуцентским потписом Манфреда Ајхера имају велики углед у свету музичке производње, како међу музичким познаваоцима и критичарима, тако и међу обичном публиком, и сматрају се референтним.
У једном од интервјуа из 2014. године Ајхер каже: "Верујем да је улога продуцента да ухвати музику коју воли и да је представи онима који то још увек не знају."

## Награде
| Година | Бенд                 | Напомена                                                         | Статус    |
| 1976   | Down Beat            | Продуцент године                                                 | Освојено  |
| 1980   | Down Beat            | Продуцент године                                                 | Изгубљено |
| 1986   | GRC                  | Награда German Record Critics                                    | Освојено  |
| 1998   | -                    | Музичка награда града Минхена                                    | Освојено  |
| 1999   | -                    | Витез Краљевског реда Поларне звезде                             | Освојено  |
| 1999   | Орден                | Пета класа Ордена Крста Свете Марије                             | Освојено  |
| 2000   | ПД                   | Почасни докторат                                                 | Освојено  |
| 2001   | Орден                | Витез Краљевског реда за заслуге                                 | Освојено  |
| 2001   | Down Beat            | Продуцент године                                                 | Изгубљено |
| 2002   | Греми                | Годишња Греми награда за продукцију у категорији класична музика | Освојено  |
| 2004   | Греми                | Годишња Греми награда за продукцију у категорији класична музика | Изгубљено |
| 2007   | Bundesverdienstkreuz | Орден за заслуге Савезне Републике Немачке                       | Освојено  |
| 2008   | Down Beat            | Продуцент године                                                 | Освојено  |
| 2010   | Down Beat            | Награда Lifetime Achievement и награда Продуцента године         | Освојено  |
| 2011   | Down Beat            | Продуцент године                                                 | Изгубљено |
| 2012   | Down Beat            | Продуцент године                                                 | Освојено  |
| 2013   | Down Beat            | Продуцент године                                                 | Освојено  |
| 2014   | Down Beat            | Продуцент године                                                 | Освојено  |
| 2015   | Down Beat            | Продуцент године                                                 | Освојено  |
| 2016   | Down Beat            | Продуцент године                                                 | Освојено  |
| 2017   | Down Beat            | Продуцент године                                                 | Освојено  |
| 2018   | Down Beat            | Продуцент године                                                 | Освојено  |